# Areoscelidis
Els areoscelidis (Araeoscelidia) és un ordre de sauròpsids diàpsids extints amb una semblança superficial amb les sargantanes. Conté els gèneres Araeoscelis, Petrolacosaurus, el possiblement aquàtic Spinoaequalis i d'altres menys coneguts com a Kadaliosaurus i Zarcasaurus.
Aquest clade és considerat tàxon germà de tots els diàpsids posteriors actualment coneguts.